# Нижньотавликаєво
Нижньотавлика́єво (рос. Нижнетавлыкаево, башк. Түбәнге Таулыkай) — присілок у складі Баймацького району Башкортостану, Росія. Входить до складу Тавликаєвської сільської ради.
Населення — 232 особи(2010; 281 в 2002).
Національний склад:
- башкири — 100%